# Düsseldorfer Senfrostbraten

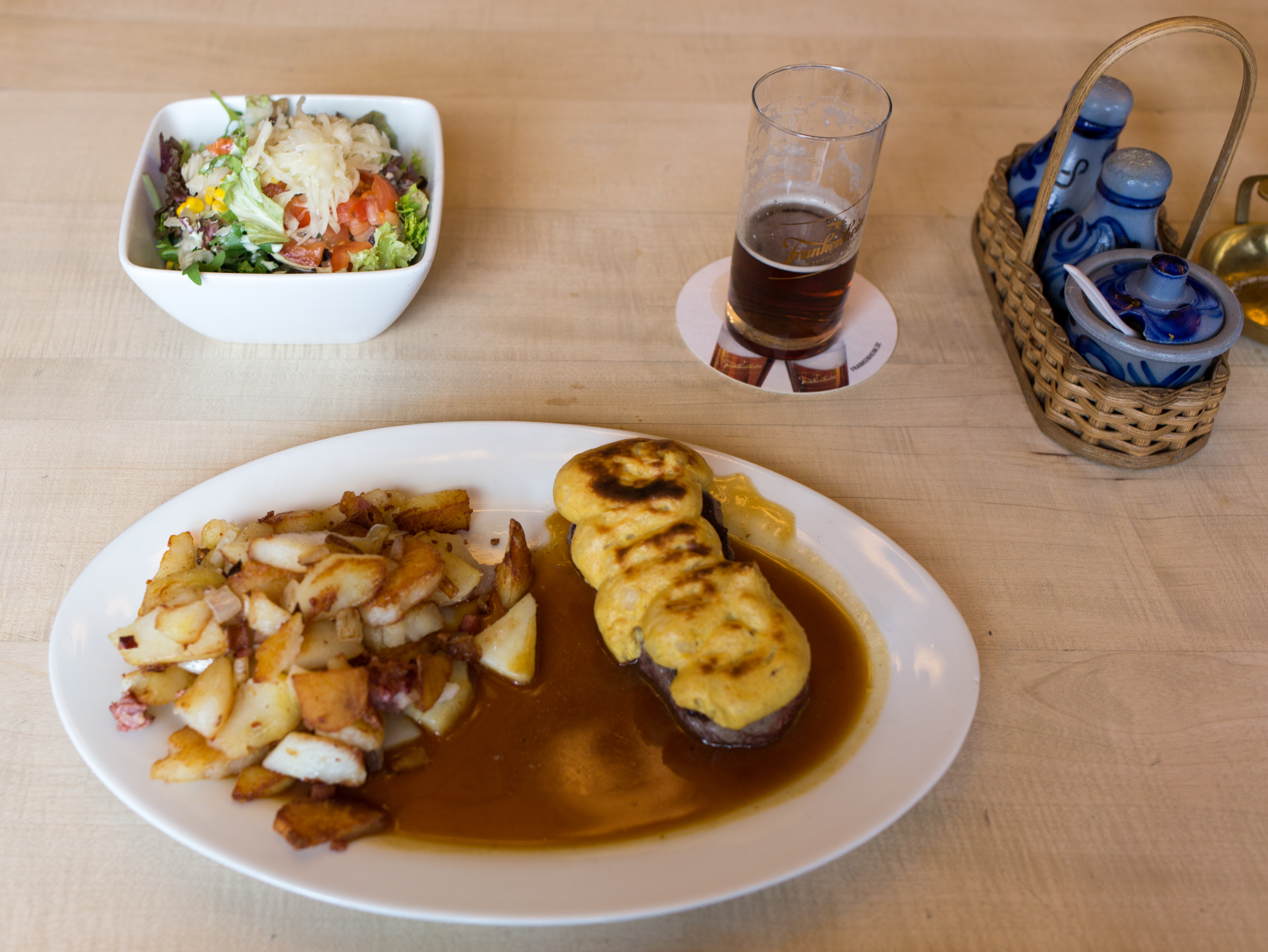
Düsseldorfer Senfrostbraten im „Goldenen Ring“.

Der Düsseldorfer Senfrostbraten ist eine Spezialität aus Düsseldorf, die aus einem Rumpsteak mit einer speziellen Senfkruste besteht.

## Zubereitung
Der Düsseldorfer Senfrostbraten wird aus Rumpsteak zubereitet, das gesalzen und gepfeffert in einer Pfanne mit ein wenig Fett angebraten wird. Fein gewürfelte Zwiebeln und Senf werden verrührt und diese Senf-Zwiebel-Paste wird auf eine Seite des Fleisches aufgetragen und kurz gratiniert, zum Schluss gibt man 1–2 El Sauce Bernaise darüber und lässt alles gold-braun im Salamander bzw. im Ofen mit Oberhitze überbacken. Als Beilage reicht man am besten Bratkartoffeln.